# 4765 Васенбурґ
4765 Васенбурґ (4765 Wasserburg) — астероїд головного поясу, відкритий 5 травня 1986 року.
Тіссеранів параметр щодо Юпітера — 3,792.